# 舊愛都酒店及新花園泳池再利用構想爭議
舊愛都酒店及新花園泳池再利用構想爭議，是指2015年4月，時任澳門社會文化司司長譚俊榮計劃將愛都酒店改建為青少年文康體育中心，並計劃將新花園泳池改建為室內泳池及興建地下停車場。2015年7月22日至8月20日展開為期一個月名為《重建愛都酒店及新花園泳池的計劃構想》的公開咨詢，結果顯示八成市民贊成重建愛都酒店及新花園泳池，並改建為青少年文康體育中心和室內泳池，但相關公開咨詢被批評為“假咨詢”，並引起社會各界特別是文化界的爭論。2015年8月，有團體發起網上聯署，要求暫緩舊愛都再利用計劃，並將愛都酒店及新花園泳池啟動不動產類文化遺產評定程序，可惜事與願遺，於2016年3月被文化遺產委員會以大比數否決。2016年4月和6月，時任社會文化司司長譚俊榮發表言論和所推出的文化政策引起矛盾和爭議，加上土地工務運輸局公示愛都酒店及新花園泳池地段的規劃條件圖草案中將兩座建築計劃清拆，再度引起社會人士爭議；2016年8月11日傍晚，在武林群英會開幕前夕，位於塔石廣場對面的愛都酒店外牆（壁畫位置）發生“文物殺手譚俊榮”直幡懸掛事件，兩名新澳門學社成員被捕，及後於2017年12月「侵入限制公眾進入之地方罪」和「毁損罪」，於2018年10月各被判罰款3,000元和4,500元，另一項「毁損罪」，則因證據不足而獲判罪名不成立。2020年9月，青少年文康體育中心興建計劃擱置，並改為興建澳門新中央圖書館。

## 背景
2015年4月13日，時任社會文化司司長譚俊榮表示，時任行政長官崔世安委託其本人負責新花園及愛都酒店重建規劃，當時計劃將愛都酒店改建為青少年文康體育中心，並計劃將泳池改建為室內泳池及興建地下停車場。
2015年4月16日，間選議員崔世平建議將澳門新中央圖書館遷至舊新花園娛樂場，時任社會文化司司長譚俊榮介紹初步構想將改建為“青少年文創娛樂中心”，同時會興建多層地下停車場，紓緩車位不足的問題。同時有意將泳池改建為全天候溫水泳池。

## 公開咨詢
2015年7月1日，教育暨青年局舉辦「新花園愛都酒店再利用構想」青年社團專場座談會，有出席人士擔心工程會重演輕軌持續超支又落成無期的問題。社文司司長辦主任黎英杰回應指，因現階段規劃未有定案，無法列出確實預算及造價細節，但承諾會確保有足夠透明度讓公眾充分了解。有工程地點附近的學模代表表示擔憂工程期間會造成交通負擔，並呼籲政府在規劃時亦需仔細考慮其他因素。
2015年7月10日，政府就愛都重建計劃舉行音樂、舞蹈及曲藝界專場座談會，有與會者建議將文化及康體設施分開，政府代表沒正面回應，但表示泳池在重建會完全開放予公眾使用。當局明白社會對各項公共設施都有需求，除了愛都，日後會再另覓地方增建。
2015年7月22日至8月20日，政府對“舊愛都酒店及新花園泳池再利用構想”進行公開咨詢。
2015年7月29日，對於新花園及愛都酒店成為澳門人的“城市記億”，社會人士亦要求將其列入文物清單予以保護。文化局代局長梁曉鳴受訪時表示，自己不是負責文物清單的工作，所以不知道愛都酒店有否被列入評定的名單內，更指無聽問過愛都酒店和新花園泳池的去留。
2015年9月10日，時任社會文化司司長譚俊榮表示，社會主流意見支持重建新花園泳池及愛都酒店，其出發點是增進廣大市民的福祉，而泳池已使用超過60多年，加上建築工藝遠落後於時代，各項設施耗損老化，佈局設備也未能符合現代的要求，有必要重建成為全天候泳池，讓居民全年都可以享受更加優越的體育設施和服務。同年9月12日，譚俊榮再回應時指，重建目的就是為該區增添良好的體育設施、文康設施，對於泳池不應拆除重建，他指政府一定會聽取市民意見。
2015年9月15日，在再利用構想咨詢期完結前夕，政府跨部門突然邀請傳媒實地考察舊愛都酒店，有工程師表示相關建築結構差，部分區域甚至有倒塌危險。不過，文化局局長吳衛鳴指出，若收到愛都作為文物的申請，會按規定12個月再作評定，換言之，愛都的存廢，短期內亦存有很大變數。體育局局長戴祖義表示，新花園泳池內設施老舊，如缺乏無障礙設施、觀眾席使用率低等弊端，當局計劃將先由泳池拆卸，將泳池位置升高，騰出空間增建多功能室內體育館，增加市民活動空間。政府人員和傳媒進入建築期間更配備口罩和蚊怕水，可見內部環境之惡劣。本身是工程師前澳門旅遊局局長安棟樑更親自介紹內部建築，至於去留問題方面，政府官員表示由市民在公開咨詢期中作出決定。

### 第三方調研機構調查及澄清
2016年1月11日，社會文化司司長辦公室委託第三方機構就“舊愛都酒店及新花園泳池重建構想”進行隨機抽樣電話調查，而“支持重建”意見比例相對最高，為82.7%；“反對重建”意見和“無明確態度”所佔比例均不足一成。市民對重建舊愛都酒店及新花園泳池的支持度方面，電話調查得出的平均評分達到7.4分，評分6分或以上（即支持）的佔比接近七成（68.6%），明顯高於4分或以下（即不支持）的佔比（7.6%），兩者淨值相差61個百分點，非常支持（10分）的比例更超過三成（33.1%），評分5分（即一般）的佔20.8%，顯示大部分市民對重建持支持態度。 易研方案總結指出，兩項研究結果顯示，無論是來自具有代表性的電話調查，還是由市民主動表達的意見，多數皆支持重建舊愛都酒店。
2016年1月13日，社會文化司司長辦公室對“舊愛都酒店及新花園泳池再利用構想”作聲明，有媒體報道指“八成受訪者對重建舊愛都方式或對舊愛都整座原址處置沒有意見”，甚至有評論把八成無意見的市民當做是持中立或不支持重建的態度。負責調查的第三方機構-易研研究團隊作說明：該問題不是一條獨立的問題 該題是問卷中有關“對舊愛都酒店及新花園泳池重建構想支持度及意見”題組的一部分。它是在前面已經用了十四道題目問及市民對於重建的態度及對重建構想中所包含的新增元素, 即空間及設施的設置的評價之後，為了進一步保證意見收集的全面性而設計的。這是問卷設計中的常用方法。研究團隊再次重申在記者招待會上所公佈的交叉分析結果，結果顯示在上述問題中表示“無意見”的市民，有70.4%表示支持重建，平均支持度為7.5分，比總體支持度（7.4分）更高。 

## 爭議

### 民間反對意見多
2015年8月2日，在首場公聽會上，有市民指咨詢不是另一場「吳陳比武」，應聽取和尊重各方面意見，而不是分化、撕裂社會，不同團體有不同需求，應找到共通點去聆聽各方的意見。亦有市民指政府對「文化」的想像較薄弱。
2015年8月5日，時任立法會直選議員俗稱“四太”的澳博常務董事梁安琪指賭王何鴻燊對新花園有感情，又指新花園有歷史意義，但不一定要原址保留，需視乎政府保育政策而定。
2015年8月7日，建築師馬若龍在「愛都」專場講解會上直言，新花園已成為不少澳門人的“集體記億”，但由於愛都酒店建築殘破不堪並建議拆除。而「四太」梁安琪再度表達不捨之意，認為應該保留酒店前的璧畫，當局可以邀請專家修補，並將壁畫放入博物館。
2015年8月8日，在愛都重建計劃第二場公聽會上，有市民反對拆除新花園泳池，指澳門有不少室內恆溫泳池，將新花園改建成全天候泳池沒有必要，又指出澳門缺乏室外泳池，重建需要數年時間，又呼籲政府在聽取意見時不要離地。體育局局長戴祖義回應指泳池設施老舊，水運行及質量控制不達標，泳池有過千個座位，經常空置，浪費空間。加上澳門有不少先進泳池，認為新花園泳池的歷史使命已完結，應重新打造成全天候泳池，將考慮設置移動式天幕，令泳地「曬到太陽」，縱使預算會較高，但當局仍會考慮。他又指未來新泳池會向公眾開放，不會優先預留給泳會使用。有發言市民絕大部分都支持保育，批評社文司司長譚俊榮漠視民意一意孤行，又批評相關咨詢是“假咨詢”，對保留立面方面市民持不一的態度，亦有市民認為酒店內部建築殘破不堪並建議盡快清拆。政府代表回應指有誠意聽市民聲音，對認為假諮詢的指控對工作人員不公平。
2015年8月9日，有受訪泳客和游泳教練均反對重建，又對政府公共工程失去信心，又質疑「政府為拆而拆」，實際是擾民。
2015年8月15日新城公聽會上，有市民在會上批評澳門本有的文化建築如愛都，主教山等景點，政府的表現都令人大失所望，連澳門本土文化景色都保護不了，又何以有能力規劃發展文創產業區？ 文創是指地方的獨有文化再加上個人的創意而成的文化，如今澳門政府一邊口說推動本地文創，但另一邊又卻摧毀澳門的本土文化建築，請問政府的文創政策大方向係點？

### 《澳門論壇》節目對新花園和愛都拆留意見引爭論
2015年8月9日，澳廣視大型時事節目《澳門論壇》探討愛都及新花園去留問題，出席論壇的群力智庫常務理事陳家良表示，「信息披露不足，選項較少，很容易做成社會分化。」，希望有條件延長公開咨詢期。新澳門學社理事長蘇嘉豪提出，自「文遺法」實施後，有人唱反調要求拆新花園和愛都酒店。而身為校長的中華教育會副理事長王國英則表示，應該拆掉相關建築，重建後給青年更多空間和設施。他又認為，可把愛都酒店的馬賽克壁畫等放進新建築物內或博物館裡。青洲坊會副理事長陳鳳反對原愛都酒店建築設立博彩博物館，認為禍及後代，並且為下一代著想。而文化遺產委員會委員鄭國強更表示將愛都酒店和葡京酒店等多幢建築列文物保護清單，他認為，現在的諮詢不應有青少年文康中心的預設立場，愛都及新花園用途值得商榷。

### 否決啟動愛都及新花園泳池文物評定程序
2015年8月8日，「我城社區規劃合作社」在社交網站發起聯署，要求當局暫緩舊愛都再利用計劃。同年8月9日，時任文化局局長吳衛鳴受訪時表示，這是好事，任何市民都可以提出保護文物，局方表示歡迎。
2015年9月23日，文化局接收到由122名居民組成的民間聯署建議，對舊愛都酒店及新花園巿政泳池啟動不動產類文化遺產評定程序的文件，文化局已對資料進行初步檢閱，並將按《文化遺產保護法》的規定執行下一階段的工作，並考慮邀請專家進行專業評估及聆聽文化遺產委員會的意見。 
2015年中，「我城社區規劃合作社」發起民間聯署，要求文化局對舊愛都酒店及新花園市政泳池啟動文物評定程序。2016年3月，文遺會會議上以13比2的大比數，不建議啟動程序，而文化局最終亦採納了文遺會的意見。「我城」發表聲明，對相關說法不合理，又相信歷史自有公論，對相關做法表達遺憾。

### 社文司爭議言論
2016年4月中，時任社會文化司司長譚俊榮突然宣佈舉辦「武林群英會」，對於傳媒指他親自下令清拆新花園泳池，另一邊廂就借“吳陳比武”作宣傳。在同年4月21日接受傳媒訪問中作否認，指當年只是在泳池中央搭建了一個擂台讓吳陳二人過招，又指新花園雖然是一個遺產，但保留方式有很多種，清拆就不等於摧毀文物。
早在社文司譚俊榮在韓國訪問期間，提出澳門將舉辦「武林群英會」。他一方面高度評價「吳陳比武」，另一方面卻計劃拆卸該比武的場地。他表示，「吳陳比武」在新花園泳池暫時搭起的擂台進行，這的確是「遺產」。並說：「文化遺產有很多保存方式，不是拆卸就是摧毀文化遺產。」

### 工務局批示圖拆愛都和新花園
2016年6月29日，土地工務運輸局公示愛都酒店及新花園泳池地段的規劃條件圖草案。有別於2007年的街道準線圖，文化局不再要求保留愛都酒店的立面和石牆，也不再要求保留新花園泳池的花園、庭院等。一旦這份規劃條件圖草案獲准，愛都酒店和新花園泳池將極可能被完全剷平。2016年7月29日發出的條件圖，內容與規劃條件圖草案沒有多大分別，卻加上一句：「現有建築物的立面須按照由文化局訂出的方案作適當處理」，建議只保留一棵樹，意即可以拆卸立面。2016年7月25日城規會會議上沒委員表態支持剷平愛都酒店、新花園泳池，卻有三名委員提出保育。在規劃條件圖草案收集期期間，126名市民提交意見，約100人贊同拆卸立面，當中，只有一人詳列理由；但是，反對拆卸立面的、倡議保育的市民，不少陳述了理據。
2016年7月24日，眾多市民認為應保留新花園泳池，直指是澳門半島中區唯一的室外游泳池和歷史悠久，只須翻新及增加設施便可。另有市民直指：「政府一切相關的建設已經相繼破壞了很多原有的康樂設施。例如，塔石球場變了個空蕩的所謂廣場，居民及學生沒有地方活動；華士古花園原有的古木參天茂盛，變成樹木疏落之地。望廈體育館更是使用無期。」多名研究者從歷史角度倡導保育新花園泳池，但是，政府計劃強拆的意向不變。更指出新花園泳池除了曾經舉辦吳陳比武外，更舉辦年度港澳游泳埠際賽，甚至香港海洋公園也曾派海豚隊伍到來表演。
2016年7月25日，城規會三名委員要求保留愛都酒店正門前的璧畫，他們認為壁畫佔用空間有限，且澳門既為歷史名城，壁畫呈現的就是一幅滿難得的街道歷史風景線。委員陳德勝希望當局切勿「先拆而後快」。委員林翊捷指出，現有建築裡面基本上是緊貼地界，保留立面並不會大幅削減可使用的空間，在滿足當局再利用目的之餘，又能保育愛都酒店這一近代建築物，是「皆大歡喜」的折衷方案，如果當局將愛都酒店全面拆卸、推倒重來，那麼未來一定會遺憾後悔。
2016年7月26日，對於三名城市規劃委員會委員在城規會會議中發表對重建新花園娛樂場及泳池的意見，社會文化司司長辦公室回應指於2015年4月公佈《舊愛都酒店及新花園泳池再利用構想》公開咨詢後，當局積極向市民、團體及坊會等進行介紹及廣泛收集意見，社會認知度高，多個民意調查及綜合社會意見均顯示，對於特區政府重建愛都酒店成為澳門演藝學院及青少年文康活動中心，新花園泳池改爲全天候恆溫泳池，以及興建地下停車場的計劃的支持度達到七至八成。在同期電話問卷調查中，抽樣2,003名市民進行了電話訪問，分析結果顯示，市民對重建舊愛都酒店及新花園泳池的支持度接近七成，不支持的僅佔7.6%。 綜上所述，有城規會委員發表“沒有諮詢社區團體”的言論，並不正確，社文司辦公室表示深表遺憾。另有兩名委員建議保留愛都酒店立面的意見，社文司辦公室指表示遵重。指政府經透過廣泛社會諮詢、民意調查，文物評定程序的結果及文化局的專業分析，特區政府將對舊愛都酒店及新花園泳池展開重建，其中，舊愛都酒店的現有壁畫，將尋求適當的技術手段作出保護，其保留的方式及地點，需在諮詢專業意見後研究決定。

## 後續

### 概念方案公佈
2018年8月20日，舊愛都酒店及新花園將重建為塔石青少年文康活動中心，政府公佈設計的判標結果。中標公司為「振鑫建築設計有限公司」，中標金額為澳門幣4,980萬元，設計期233天。塔石青少年文康活動中心設置包括公共停車場、全天候恆溫泳池、青少年文康活動區、演藝廳及演藝學院。

### 新花園泳池重建計劃擱置
在2021年12月1日立法會施政辯論會議上，議員問及新花園泳池和新中圖最新進展。社會文化司司長歐陽瑜回應時稱，新花園泳池將不會增設有蓋建築物發展室內游泳池，因會遮擋澳門新中央圖書館的視線，但會做優化設施。